# Prosthechea pulcherrima
Prosthechea pulcherrima là một loài thực vật có hoa trong họ Lan. Loài này được (Klotzsch) W.E.Higgins miêu tả khoa học đầu tiên năm 1997.